# (8905) Bankakuko
(8905) Bankakuko est un astéroïde de la ceinture principale.

## Description
(8905) Bankakuko est un astéroïde de la ceinture principale. Il fut découvert le 16 novembre 1995 à Ōizumi par Takao Kobayashi. Il présente une orbite caractérisée par un demi-grand axe de 2,61 UA, une excentricité de 0,27 et une inclinaison de 5,7° par rapport à l'écliptique.

## Compléments